# Penapis toroi
Penapis toroi är en biart som beskrevs av Rozen 1997. Penapis toroi ingår i släktet Penapis och familjen vägbin. Inga underarter finns listade i Catalogue of Life.

## Bildgalleri